# Palacio Savorgnan
El Palacio Savorgnan (del italiano: Palazzo Savorgnan) es un edificio italiano situado en sestiere de Cannaregio de Venecia con fachada al canal de Cannaregio, a la derecha del Palacio Manfrin Venier.

## Historia
Construido en el siglo XVII por la familia noble Savorgnan, fue un proyecto del arquitecto Giuseppe Sardi (1624-1699) (autortardo-barroco del vecino Palazzo Surian Bellotto), claramente inspirado en Baldassare Longhena.
En 1788 el palacio sufrió un incendio que causó algunos desperfectos, comenzando un declive que duró al menos hasta la compra del inmueble por los Galvagna, a comienzos del siglo XIX. Esta familia mantuvo en el edificio una importante colección de arte, con obras de Palma el Viejo y otros grandes artistas italianos, que en 1855 se dispersó por su venta en subasta. 
A principios de siglo XX el edificio fue colegio femenino y en 1968 pasó a la Administración de Venecia. Actualmente alberga al Instituto técnico para el turismo "Francesco Algarotti".

## Descripción

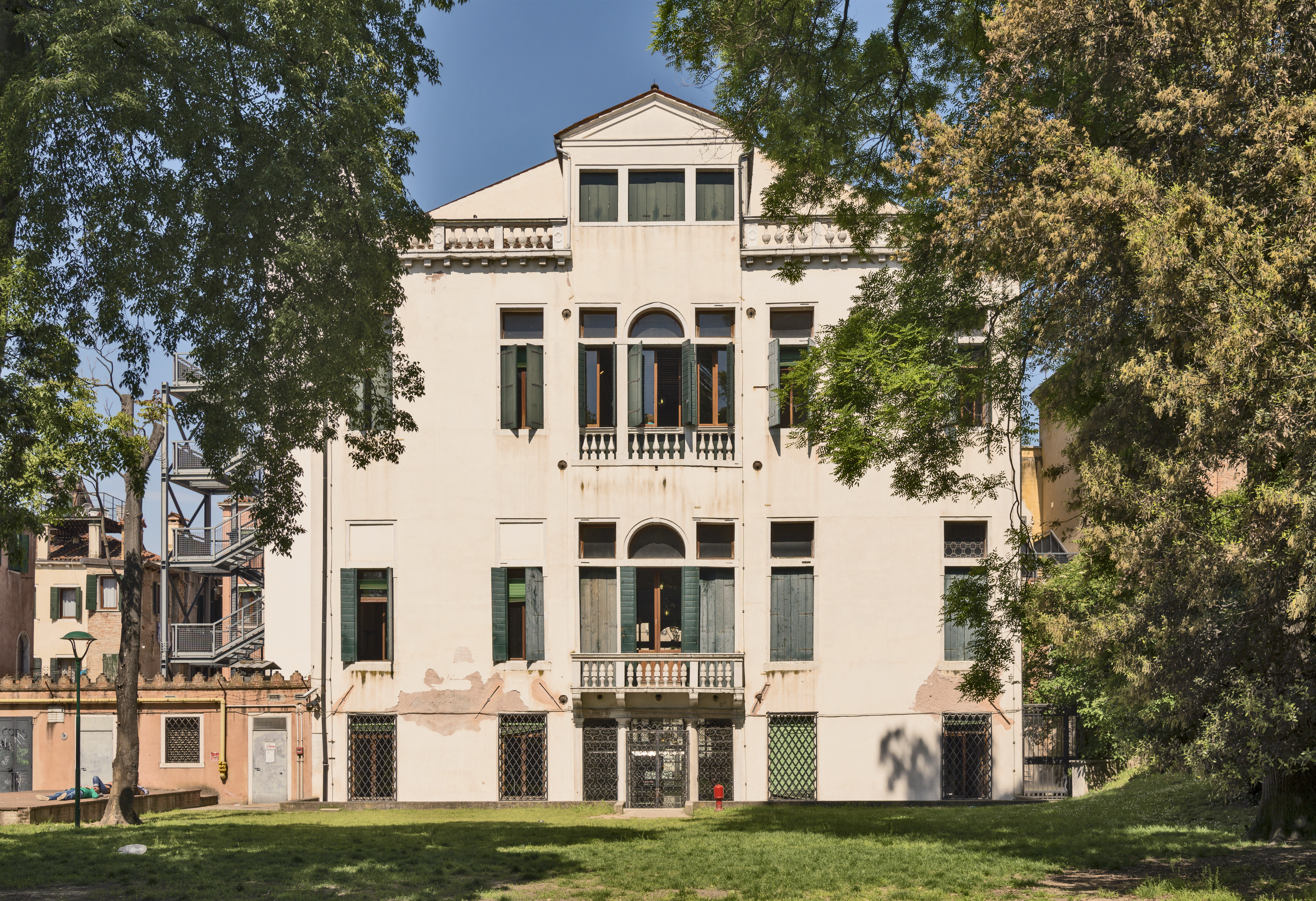
Fachada posterior, que da al parque público.

La fachada, de grandes dimensiones, se distribuye en cuatro niveles diferenciados por cornisas marcaplantas).
En la planta baja, con la superficie almohadillada, ocupa una posición central un sencillo portal rectangular, por el que se accede a la sala de recepción, flanqueado por ventanas de un solo vano o monóforas.
Las dos plantas nobles tienen vanos enmarcados en piedra con mascarones y balaustradas, en cuyo centro se encuentra una amplia serliana con dos ventanas individuales en arco a cada lado. La segunda planta posee además dos escudos de armas entre las monóforas..
El tercer piso es una entreplanta a modo de ático y tiene una distribución de los vanos similar a la de las plantas inferiores, en este caso de pequeñas ventanas cuadradas de una sola luz.
En la parte posterior del edificio se abre un vasto jardín, que durante el siglo XIX se rediseñó inspirándeose en los jardines ingleses. En la actualidad, junto con el jardín del Palacio Manfrin Venier, constituye en parque público.